# アンジェリカ (ギリシャの民俗舞踊)
アンジェリカ (英語: Angelica、ギリシア語: Ἀγγελική) は、古代ギリシアにて、祝宴で踊られる有名な踊りであった。ユリウス・ポルクスによると、踊り手たちは「使者」(英語: messenger)のふるまいを身に着けていたので、ギリシャ語で「使者（の踊り）」(ギリシア語: ἄγγελος)と呼ばれていた。